# Člověk na kolejích
Muž na kolejích (v polském originále Człowiek na torze) je polský černobílý film z roku 1957, který natočil režisér Andrzej Munk. Jde o jeho první celovečerní hraný film, natočený podle scénáře Jerzyho Stefana Stawińského. Snímek bývá označován za počátek tzv. polské filmové školy a předznamenal pozdější Munkovu tvorbu, ve které se prolíná realismus, tragédie i ironie. Žánrově je označován za psychologické drama nebo také „téměř kriminální film“.

## Děj
Film je vystavěn jako vyšetřování nehody: strojvůdce Orzechowski zemře poté, co vstoupí na koleje před přijíždějícím vlakem. Jeho nadřízení a kolegové se snaží objasnit, zda šlo o nehodu, sebevraždu, nebo sabotáž. 
Příběh je vyprávěn prostřednictvím vzpomínek a výpovědí různých svědků, kteří na zesnulého nahlížejí rozdílně. Někdo jej považuje za zatvrzelého starého muže, který se nedokázal přizpůsobit novým pořádkům na železnici po druhé světové válce, jiní v něm vidí poctivého a zásadového pracovníka, jenž odmítal porušovat bezpečnostní pravidla a smířit se s povrchností či politickým tlakem. 
V závěru se ukazuje, že Orzechowski se stal obětí své neústupnosti a zároveň lidského omylu. Film tak nabízí víceznačný obraz poválečné reality v Polsku a vyzývá diváka, aby si vytvořil vlastní názor na jeho čin.

## Obsazení
| Kazimierz Opaliński | strojvůdce Orzechowski (Ořechovský) |
| Zygmunt Maciejewski | major Nowak                         |
| Zygmunt Zintel      | strojvedoucí Molenda                |
| Roman Kłosowski     | pomocník Smolak (Zápora)            |
| Józef Nalberczak    | železničář Wilk                     |
| Janusz Bylczyński   | inženýr Kurowski                    |
| Bronisław Pawlik    | strojvůdce Mazur                    |

## Produkce
Režisér Andrzej Munka začínal jako dokumentarista a kvůli předčasnému úmrtí při autonehodě vytvořil jen tři celovečerní hrané filmy, z nichž byl Člověk na kolejích první. Začala jím Munkova spolupráce se scenáristou Jerzym Stefanem Stawińským, který adaptoval vlastní povídku Tajemnica maszynisty Orzechowskiego (Tajemství strojvůdce Orzechowského). Film vznikal v době, kdy se polská kinematografie začala osvobozovat od socialistického realismu a hledala nové vyjadřovací prostředky. Z estetického hlediska se Munk inspiroval italským neorealismem a při tvorbě snímku využil zkušenosti ze svého dokumentu Slovo železničářů (Kolejarskie słowo, 1953). Práce na Člověku na kolejích zahájil koncem roku 1955 a natáčení skončilo v září 1956.

## Uvedení a přijetí
Film byl v Polsku uveden premiérově 17. ledna 1957 a setkal se s velkým zájmem kritiky, byť byly první ohlasy rozporné. Stal se důležitým mezníkem v dějinách polské kinematografie a je považován za jeden z prvních snímků, který předznamenal vznik „polské filmové školy“. Kritici oceňovali především Munkovu schopnost propojit sociální problematiku s hlubokým psychologickým portrétem hlavní postavy. 
V Československu byl snímek uveden v hlavní soutěži na festivalu v Karlových Varech, film žádnou z hlavních cen nezískal, Munk však byl oceněn cenou za režii ex aequo s Vladimírem Pogačičem. Zahraniční kritika v 60. letech film objevila zejména díky retrospektivám polské tvorby na evropských festivalech. V anglicky mluvících zemích se uváděl pod názvem Man on the Tracks. 